# ParaWorld
ParaWorld je realtimová strategická videohra, kterou vyvinula německá společnost SEK (Spieleentwicklungskombinat) se sídlem v Berlíně, a dne 15. září 2006 vydaly společnosti Sunflowers, Deep Silver a Aspyr. Videohra je singleplayer i multiplayer, přičemž obsahuje více než čtyřicet prehistorických zvířat, zejména dinosaury a prehistorické savce. Protože využívá protipirátský systém Tages, při instalaci samotné hry se nainstaluje i ovladač ve formě unikátního kódu k ochraně proti kopírování.
Dne 20. dubna 2007 byla vydána Gold Edition verze hry ParaWorld a Booster Pack pro stávající základní verze. Toto vylepšení přidává do hry nová zvířata, jednotky, dva hratelné hrdiny, tři mise, editor map a také opravu několika bugů. Dále vyšel oblíbený SEAS mód, díky němuž si hráč může zahrát i za zápornou frakci SEAS, a který je součástí volně stažitelné komunitní verze Booster Packu.

## Hratelnost
Hra je strategie ve stylu Age of Empires či Warcraft III – tedy hra, kdy samotný hráč zaujímá pozici vnějšího pozorovatele a vytváří si svou armádu, s níž následně provádí veškeré akce ve snaze porazit nepřítele. Hráč si buduje své vojsko pomocí různých budov, jako jsou například kasárny či dinosauří farmy, ale k veškeré stavbě a vytváření nových jednotek potřebuje suroviny jako je dřevo, kámen a potrava. Dřevo se získává ze stromů, kámen z kamenných valů a potrava ze zabitých zvířat, rybolovem a z bobulných keřů. Tyto zdroje surovin jsou v omezeném množství rozmístěné po herní mapě, ovšem některé stavby představují prakticky neomezené zdroje potravy a dřeva, jedná se například o obilná pole či bambusové farmy. K těžbě surovin a budování staveb slouží dělníci, ovšem například pro rybolov je nutná loď či sběr dřeva svede i mechanický škorpion Dračího klanu.
Každá jednotka má svou specifickou funkci, určitý počet zdraví a rozsah poškození, které mohou udělit. Existují zde jednotky pro boj zblízka, na dálku, pro námořní boj či podpůrné akce, jako je skrývání ostatních jednotek, léčení zraněných či přeprava. Některé jednotky představují domestikovanou zvěř, například se jedná o ankylosaura s katapultem na hřbetě či jezdce na dilophosaurovi. Zvláštní typ jednotek jsou hrdinové – hlavní postavy příběhu –, kteří mají nějakou speciální funkci a nesmí zemřít; pokud se tak stane, hra končí (nevztahuje se na multiplayer). Obvykle se bojuje proti jinému týmu, který má však většinou již od začátku silnější armádu, proto hra vyžaduje čas, promyšlenou taktiku a budování vlastní základny. Boje mohou být jak na pevnině, tak i na vodě pomocí bitevních lodí a jiných plavidel. Nebojuje se zde ovšem pouze proti lidských protivníkům, ale i proti prehistorické divoké fauně, která je velmi pestrá; hra obsahuje přes čtyřicet různých zvířat. Zvířata jsou buďto mírumilovná, neutrální či agresivní, a dokud není zničeno jejich hnízdo, postupně se objevují noví jedinci.
Hratelnost je rozdělena na takzvané epochy, což jsou v podstatě dosažené úrovně. Epoch je celkem pět, přičemž na začátku každé jednotlivé mise či multiplayerové mapy se vždy začíná na první. Pro postup do vyšší epochy je nutné splnit určité požadavky, které lze vidět po kliknutí na hlavní budovu, což je objekt, který je nutný za každou cenu ochránit a v případě nepřítele naopak zničit. S každou dosaženou epochou se zpřístupňují silnější jednotky, nové budovy a různá vylepšení stávajících staveb, jako je například navýšení maximální kapacity surovin. Každá z jednotek dle své povahy patří do některé z epoch, což lze vidět na ukazateli v levé části obrazovky, ovšem s dostatečným množstvím lebek (které lze získat likvidací nepřátelských jednotek a budov anebo divoké zvěře) je lze povýšit do vyšší epochy, což jednotce navýší zdraví a udělené poškození. Každá z epoch má omezený počet jednotek, například jednotek první epochy může být až 25, zatímco jednotka páté epochy může být jen jedna; dohromady může mít hráč v jednom okamžiku maximálně 52 jednotek.
Prostředí jednotlivých map je rozdělené do několika biomů, každé se specifickým terénem a krajinou a obsahující jinou zvěř. Mezi krajiny se řadí nehostinné ledové pustiny podobné tundře, severní pláně podobné tajze či lesům mírného pásu, bujné džungle, suché savany a nakonec sopečná krajina, ovšem na samotnou hratelnost jednotlivá prostředí nemají žádný vliv, jedná se víceméně o dekorativní prvek. Každá mapa je různě členitá a většinou obsahuje překážky, například agresivní teropody, které hráč musí překonat. Hra též obsahuje cyklus dne a noci. Rozmístění hráčovy základny a základny nepřítele je vždy rovnoměrné, obvykle na opačných koncích mapy, aby byl prostor a čas pro budování vojska a promýšlení strategie. Pro vítězství je často nutné zničit základnu nepřítele, obvykle jeho hlavní budovu nebo nějaký úkolem zadaný objekt, ovšem existují mise, kdy je k vítězství potřeba zničit všechny nepřátelské jednotky bez možnosti cokoliv stavět či se dostat na druhou stranu mapy za vymezený čas.
Ve hře jsou celkem tři hratelné frakce: Seveřani, Pouštní jezdci a Dračí klan. Každá z frakcí je svou strukturou jednotek a budov navržená pro odlišný styl boje, vyžaduje proto jiný přístup k strategii. Většina příběhových misí má předem nastavenou frakci, za níž hráč musí hrát, nelze ji měnit či kombinovat s jinou; výjimkou je multiplayer, kdy si lze frakci zcela svobodně zvolit na začátku hry. Ve většině případů má hráč i rovnou přidělené počáteční jednotky, ovšem existují mise, kdy si je hráč navolí sám za určitý počet přidělených bodů; čím je jednotka silnější, tím víc bodů stojí. Počet přidělených bodů se s každou misí mění a některé jednotky, například příběhové hrdiny, nelze odstranit z výběru. Výjimkou je multiplayer, kdy se zpočátku zvolí některá z map, na níž je pak situována hra, a také podmínky hry (například zakrytí minimapy či zákaz výstavby prostorové brány zaručující výhru). Každý z hráčů si libovolně zvolí svou frakci, navolí si počáteční jednotky a poté se připojí do hry. S ostatními hráči lze vyhlásit spojenectví, neutralitu či nepřátelství, ovšem vítězný tým či jednotlivec je vždy jen jeden; cílem je zničit všechny nepřátelské hlavní budovy. Hra též umožňuje režim šarvátky, který je postaven na stejném principu jako multiplayer, ale místo skutečných hráčů se hraje s umělou inteligencí. Celkem lze hrát až se sedmi dalšími hráči.
Speciálním prvkem jsou artefakty, což jsou zvláštní předměty z dávných věků, které lze pomocí jakékoliv libovolné jednotky sebrat. Moc takového artefaktu má pak pozitivní vliv na některé oblasti hry, například Ankh moci navýší udělené poškození všech jednotek. Pokud jednotka s artefaktem zahyne, artefakt se objeví na místě její smrti a hráč přijde o výhody, které mu artefakt přinášel. Poté jej může znovu vzít jakákoliv jednotka ve hře, vlastní i nepřátelská. Množství artefaktů je na každé mapě velmi malé, obvykle dva kusy.

## Příběh
V 19. století nadaný matematik Jarvis Babbit v obklopení elitních vědců z celého světa po dlouhých letech usilovné práce prokázal existenci vesmírů paralelních k tomu našemu. Zároveň objevil, že do jedné z těchto paralelních realit se jednou za čas krátkodobě objeví průchod (pravděpodobně červí díra), a pomocí složitých kalkulací byl schopen předvídat jejich přesný čas a místo výskytu. Založil proto společnost SEAS (zkratka pro „Society of Exact Alternative Science“, česky Společnost pro exaktní alternativní vědu), a rozhodl se do tohoto nového světa, nazvaného „ParaWorld“, vydat. Po příchodu bylo zjištěno, že se od naší Země příliš neliší, rozdílné jsou zde geografie a souhvězdí, stále zde existují dinosauři a pravěcí živočichové, lidé tu jsou zhruba na úrovni středověku, nefunguje zde elektřina a z neznámého důvodu zde lidé stárnou jen velmi pomalu. SEAS tak začalo pracovat na pomezí dvou světů a jakékoliv důkazy o existenci paralelní Země zametli pod koberec.
Samotný děj hry začíná v Londýně na počátku 20. století. Babbit si vyžádá návštěvu trojice mladých vědců, kteří objevili důkazy o existenci paralelního světa: amerického geologa Anthonyho Colea, švédskou bioložku Stinu Holmlundovou a maďarského fyzika Bélu Andràse Benedeka. Skrz výše zmíněný průchod mezi světy je do této paralelní Země vyšle pod záminkou vědecké expedice, ovšem ve skutečnosti je chce zabít, jelikož vědí příliš mnoho a představují hrozbu jeho tajným plánům. Ada Lovenová, Babbitova pravá ruka, která začíná o záměrech SEAS pochybovat, však pomůže trojici vědců uprchnout. Za trest je suspendována a na její místo dosazen ambiciózní David Leighton.
Trojice hrdinů slouží jako jádro hry, hlavní postavy přítomné napříč celým příběhem. Jejich úkolem je dostat se zpátky domů, ovšem k tomu je nezbytné spojenectví s místními a budování vojska, stejně tak jako boj s agresivní faunou, nepřátelskými domorodými kmeny a samotnou SEAS. Při svých cestách se setkají s mnoha postavami, jako je například guvernér, Kleemann či velcí vědci pocházející z naší historie, které SEAS uneslo, jako jsou Nikolaj Taslow a James Warden. Klíčovým pro děj se stává Taslow, jelikož vyrobil zařízení schopné otevřít průchod mezi světy, bohužel však postrádá dostatečný zdroj energie. Později hrdinové objeví, že ve všech významných událostech paralelního světa má prsty SEAS, obzvlášť pak Leighton, který velí ozbrojeným silám. Rozhodnou se jej pronásledovat, díky čemuž naleznou a osvobodí Lovenovou, kterou SEAS uvěznila za neposlušnost. Odhalí Babbitův plán, jehož záměrem je trvale oddělit tento svět od naší Země pomocí vychýlení planety z její oběžné dráhy, což však zároveň způsobí kataklyzma, a následně nastolit nový světový řád. K tomuto účelu sestrojili pekelný vynález, v podstatě obří tryskový motor, který čerpá energii z běsnící sopky.
Ve snaze zachránit svět a zajistit si cestu domů hrdinové zaútočí na velitelství SEAS. Společně se jim podaří zastavit hrozivý stroj a Cole navíc v duelu zabije Leightona. Přesto stále není vyhráno. Hrdinové se vzápětí vydají do Babbitova velínu v kráteru aktivní sopky. Zdejší soustava strojů a zařízení nejen generuje ohromné množství energie díky vulkanickým procesům, ale zároveň svede provést složité výpočty nezbytné pro otevření průchodu mezi světy. Samotné srdce SEAS tak představuje jedinou možnost, jak se dostat domů. V posledním aktu odporu se hrdiny pokusí zabít Babbit pomocí obřího robota, ale selže a spadne do jícnu sopky. Není však jisté, zda skutečně zahynul. Hrdinové vzápětí otevřou prostorovou bránu a dostanou se domů dřív, než celé zařízení pohltí vulkán. V závěru hry vychází najevo, že se paralelní svět protnul s tím naším a dinosauři se volně pohybují po ulicích Londýna a způsobují chaos.

## Vydání
ParaWorld byla po Wiggle hned druhá hra od společnosti SEK. Veřejnosti byla poprvé představena na E3 roku 2003. V prosinci 2005 bylo původní datum vydání stanoveno na březen 2006. V této době se kontrolovala kvalita hry s podporou od Games Academy v Berlíně. V únoru 2006 však vydavatelská společnost Sunflowers oznámila půlroční odklad pro zlepšení stavu hry a další zajištění kvality. Sunflowers proto zahájila v květnu první uzavřený beta test. Dne 18. července 2006 bylo prostřednictvím tiskové zprávy oznámo konečné datum vydání, a sice 15. září téhož roku. 18. srpna vyšla demoverze, než bylo 21. srpna konečně oznámeno dokončení vývoje. Jako jeden z prvních velkých německých titulů se hra dočkala orchestrálního soundtracku, který složila mohučská hudební produkční společnost Dynamedion ve spolupráci s lipskou společností Genuin a Magdeburskou filharmonií. Sunflowers do hry celkem investovalo kolem 8 milionů eur, což z ní udělalo v té době nejdražší německou herní produkci. Společnost Koch Media se ujala distribuce hry v Evropě. Krátce po zveřejnění, konkrétně 20. října, byla vydána aktualizace hry na verzi 1.01. V lednu 2007 však bylo kvůli nedostatečným prodejím oznámeno ukončení činnosti SEK.
Dne 20. dubna 2007 vydala zcela zdarma společnost SEK coby dárek na rozloučenou rozšiřující Booster Pack pro základní verzi hry a samostatně prodejnou Zlatou edici. Jednalo se o dříve oznámené menší rozšíření, které přineslo nové herní prvky, jako jsou hrdinové David Leighton a Heinrich Kleemann nebo tři nové mise (4.1 Ďáblův advokát, 4.2 Chladný den v pekle a 4.3 Operace Neptun). Z nových jednotek přibyl nemrtvý válečník (Seveřanská jednotka), Seveřanský plamenometčík, plamenometčík Pouštních jezdců a plamenometčík Dračího klanu. Bylo také rozšířeno vylepšování lodí (u Dračího klanu) nebo se zde objevila budova Pouštních jezdců v podobě totemu z lebek. Rozšíření přidalo také nová divoká zvířata: Giganotosaurus, Liopleurodon, Edmontosaurus, Mosasaurus, Tarbosaurus, Euoplocephalus, Heterodontosaurus, Amargasaurus a Gigantopithecus. Přidán byl i SDK editor map a byly opraveny některé chyby v posledním patchy 1.05.

## Přijetí
85% 4Players, 5/10 Eurogamer, 6.2/10 GameSpot, 7.8/10 IGN, 15/20 Jeuxvideo.com, 8/10 Games.cz.
Po vydání se hra setkala s přiměřenými recenzemi s průměrným hodnocením kritiků 72% na GameRankings. Vývojářská společnost SEK ukončila činnost kvůli nedostatečnému odbytu a Sunflowers s ní ukončila partnerství. Dříve oznámený dodatečný obsah byl zdánlivě zrušen, ale nakonec byl vydán dne 20. dubna 2007 v podobě Booster Packu a Gold Edition verze hry, které obsahují nové mapy, hrdiny, jednotky, zvířata a mise. Členové herní komunity, takzvaní „Para-Welt“ následně vytvořili neoficiální stažitelnou verzi Booster Packu, která zahrnuje aktualizovaný komunitní obsah (jako je modifikace umožňující hráčům hrát za frakci SEAS) a originální SEK Booster Pack. Podle německých novin Die Welt byl ParaWorld komerčně neúspěšný s prodejem kolem 100 000 kusů.

## Postavy, národy a zvěř

### Hlavní postavy
Hlavními postavami hry i s jejich českými dabéry jsou:
- Anthony Cole – Namluvil Martin Stránský. Americký geolog, spontánní a přímý člověk a nenapravitelný optimista s horkou hlavou. Babbit se o něj začal zajímat, když nalezl záhadný spletenec různých vrstev hornin z několika geologických období, zcela nepodobný čemukoliv jinému, co bylo doposud nalezeno. Člen titulní trojice, která byla vyslána do paralelního světa.[23]
- Stina Holmlundová – Namluvila Hana Czivišová-Hessová. Dcera zanícené švédské političky a dánského diplomata, vystudovala biologii a zvěrolékařství. Babbita zaujal její výzkum, když nalezla triceratopsí šupiny staré sotva pár desítek let; naverboval ji proto na expedici do paralelního světa. Členka titulní trojice.[24]
- Béla Andràs Benedek – Namluvil Jiří Štrébl. Geniální maďarský vědec se specializací na teoretickou fyziku, který během svého výzkumu došel k závěru, že existence paralelních světů je jasně daný fakt a měla by i existovat možnost, jak do nich vstoupit, ostatně z toho důvodu byl Babbitem dlouhou dobu sledován, dokud nebyl vyslán na expedici do paralelního světa. Člen titulní trojice.[25]
- Ada Lovenová – Namluvila Jana Staňková. Dlouholetá Babbitova asistentka a důvěrnice, ostatně svými výjimečnými znalostmi a schopnostmi odjakživa podporovala Babbitovu práci, ovšem o motivech SEAS začala později pochybovat. V průběhu děje nad společností zanevře a přidá se k trojici hlavních hrdinů.[26]
- Nikolaj Taslow – Namluvil Lukáš Král. Na Zemi byl ve své době uznávaný vědecký génius a expert na elektřinu. SEAS se jej pokusilo naverbovat, aby pro ně vyrobil zařízení schopné vytvořit průchod mezi světy, ale když odhalil jejich záměry o světové nadvládě, odmítnul. Jeho práci zdiskreditovali, zfalšovali jeho smrt a unesli do paralelního světa, kde jej vyhostili do pouště. Vzor pro tuto postavu je Nikola Tesla.[27]
- James Warden – Namluvil Lubor Šplíchal. Další z průlomových vědců ze Země, jedná se o biologa a průkopníka teorie evoluce. Ještě než stihl zveřejnit některé své nálezy prokazující existenci tvorů z paralelního světa, SEAS jej stejně jako Taslowa uneslo. Vzor pro tuto postavu je Charles Darwin.[28]
- Arcidruid – Namluvil Lukáš Král. Do příchodu hrdinů vedl osamělý život na ostrově, kde provozoval starověké magické obřady a staral se o posvátný les. Je poslední následovník dlouhé linie mužů a žen, kteří kdysi sloužili jako kněží Seveřanů. Jeho znalosti jsou velmi rozsáhlé, ostatně je obeznámen o existenci paralelních vesmírů.[29]
- Larry, Barry a Harry – Namluvil Otmar Brancuzský. Trojice potulných obchodníků, pravděpodobně se jedná o trojčata. Ve hře se setkáme s veselým Larrym, který výměnou za osvobození svého bratra Barryho z rukou divokých Amazonek pomohl hlavním hrdinům.[30][31][32]
- Jarvis Babbit – Namluvil Tomáš Karger. Nadaný matematik, povahou chladný a rázný muž, který stojí v čele společnosti SEAS. S elitními vědci z celého světa se mu podařilo v 19. století nejen prokázat existenci paralelních vesmírů, ale zároveň rozluštit tajemství prostorových bran vedoucích do jednoho z nich, kam vedl první výzkumnou expedici. Snaží se utajit existenci paralelní Země a pomocí pokročilé technologie ji pokud možno ovládnout; je to hlavní antagonista hry.[33]
- David Leighton – Namluvil Lukáš Král. Babbitova pravá ruka a velitel vojenských sil SEAS, tahá za nitky každé významné události v paralelním světě. Je to skvělý šermíř, který rád cituje bibli.[34]
- Heinrich Kleemann – Namluvil Lubor Šplíchal. Tajnůstkář pod taktovkou SEAS, jemuž se povedlo získat si důvěru guvernéra. Na Zemi býval věhlasným archeologem a učinil několik menších objevů, čímž na sebe přitáhl Babbitovu pozornost. Je to nevyzpytatelný muž, který hraje na obě strany.[35]
- Guvernér – Namluvil Otmar Brancuzský. Narodil se jako nelegitimní syn Nejvyššího kněze chrámu ve Svatém Městě. Odložili ho v poušti, kde jej zachránil malý klan Pouštních jezdců, u nichž také vyrostl. Později se mu podařilo stát se guvernérem, ostatně Nejvyšší rada Svatého Města v něj vkládá velkou důvěru. Hrdinové mu zpočátku věří, ovšem ve skutečnosti je jen loutkou SEAS.[36]
- Tarna – Namluvila Jana Staňková. Hrdá královna divokých Amazonek a ochránkyně svatého Aschnabaru. Zajala obchodníka Barryho, ale po porážce rukou hlavních hrdinů se vzdala.[37]

### Národy
Ve hře ParaWorld jsou celkem tři národy, za něž lze hrát:
- Seveřané – Silní a hrdí válečníci, jejichž kořeny nepopiratelně leží ve starověké severní Evropě. Díky vysokému vzrůstu, mocným zbraním a těžkému brnění vynikají v boji zblízka. Zoceleni drsnými způsoby, nesrovnatelnou odvahou a bojovným duchem před nepřítelem nikdy necouvnou. Díky tomu, že používají silné brnění a různé železné zbraně vykované ve vlastních kovárnách, jsou v boji zblízka téměř nezranitelní. Existují pro ně pouze dvě možnosti: vítězství, nebo smrt. Stavět umí velké množství různých budov a co je ještě důležitější, také masivní obranná opevnění. Disponují velkým množstvím jednotek pro boj zblízka. Kdysi žili na dálném severu, ale klimatické změny je zatlačily na jih. O této ztracené historii svědčí zmrzlé ruiny dávných měst, jako je například polomýtická Valhala, bývalé centrum jejich kultury. Odpadlickou odnoží Seveřanů jsou barbaři, kteří na rozdíl od svých příbuzných nedbají na čest, ale na kruté, násilné a zcela bezohledné chování.[39]
- Pouštní jezdci – Pravděpodobně pochází z některých afrických kmenů z našeho světa, díky čemuž tento národ prosperuje v pouštích a savanách. Žijí v souladu s přírodou a považují se za důležitou součást paralelního světa se všemi jeho tajemstvími a nástrahami. Jsou to kočovníci a do svého každodenního života dokázali začlenit velmi mnoho pravěkých zvířat. Nepoužívají je však jen k běžným pracím, ale podařilo se jim udělat z nejstrašlivějších obrů jezdecké a bojové jednotky, před nimiž jejich nepřátelé ztuhnou hrůzou nebo se v panice dají na útěk. Pouštní jezdci mají nejméně budov ze všech klanů, jelikož místo nich používají lehké stany a mobilní jednotky; jsou velmi rychlí a přizpůsobiví. Díky tomu a různorodým a hrozivým zvířecím jednotkám, které používají, představují sílu, s níž musí ostatní počítat – a to i přesto, že je nechrání žádné masivní hradby. Centrem jejich kultury je Svaté Město, kde při velkých událostech mírumilovně hlasují, jak si bude národ počínat dál.[40]
- Dračí klan – Opomeneme-li společnost SEAS a její mimořádnou technologii, je Dračí klan ze všech národů v paralelním světě na nejvyšší technologické úrovni. Tento tajemný lid obývající džungle pochází z Asie a kdysi dávno se jejich kultura soustředila kolem masivního komplexu kamenných chrámů, který však v důsledku neznámé události museli náhle opustit. Jsou naprosto nezlomní ve svém úsilí neustále překonávat vlastní technologické úspěchy. V boji postupují vždy chytře a s naprostým rozmyslem. Čelní útok není jejich představa, jak vést válku. Spoléhají na svou sílu v obraně a mnohem pravděpodobněji k poražení nepřítele použijí střelné zbraně, chytré pasti a jiné obranné prostředky. Mnoho o Dračím klanu neví dokonce ani ostatní obyvatelé paralelního světa. Našlo se několik odvážných, kteří zkusili zjistit víc, ale často padli do některé z nastražených pastí, aniž by kdy bájný klan zahlédli. Většina těchto dobrodruhů se nikdy nevrátila zpět. Obávanou odnoží Dračího klanu jsou piráti, před jejichž námořní silou se třesou i disciplinovaná vojska.[41]

Hlavní zápornou frakcí je společnost SEAS, což je zkratka pro „Society for the Exact Alternative Sciences“ (česky Společnost pro exaktní alternativní vědu), jejíž představitelé usilují o totální nadvládu nad paralelním světem. Historie této společnosti sahá do 19. století, kdy matematik Jarvis Babbit prokázal existenci paralelních vesmírů, konkrétně našel způsob, jak se do jednoho z nich dostat. Když si uvědomil, že své cíle nesvede naplnit sám, založil SEAS a obklopil se organizovanou skupinou expertů, s jejichž pomocí rozluštil tajemství prostorových bran a otevřel si tak cestu do zcela nového světa. SEAS má přesně stanovenou hierarchii, která se moc neliší od vojenských organizací, přestože v jejím čele stojí geniální vědec. Ze všech národů a všelijakých uskupení v celém paralelním světě je SEAS zdaleka nejvyspělejší, její pohůnci disponují palnými zbraněmi a parní technologií dalece přesahující cokoliv jiného. Populární mód CEP umožnil za tuto frakci hrát.

### Divoká zvěř
Divoká zvěř se ve hře dělí na:
- Velcí masožravci: Carcharodontosaurus, Carnotaurus, Allosaurus, Tyrannosaurus rex, Baryonyx, Spinosaurus, Giganotosaurus (Gold Edition), Tarbosaurus (Gold Edition)
- Malí masožravci: Oviraptor, Psittacosaurus (ve skutečnosti býložravec), Deinonychus, Velociraptor, Dilophosaurus, Gallimimus, Stygimoloch (také býložravec), Heterodontosaurus (Gold Edition; pravděpodobně býložravec či všežravec)
- Pancéřovaní dinosauři: Kentrosaurus, Ankylosaurus, Polacanthus, Stegosaurus, Panoplosaurus, Euoplocephalus (Gold Edition)
- Sauropodi: Brachiosaurus, Saltasaurus, Apatosaurus, Diplodocus, Amargasaurus (Gold Edition)
- Rohatí dinosauři: Triceratops, Achelousaurus, Pentaceratops, Styracosaurus
- Hadrosaurovití: Tsintaosaurus, Iguanodon, Corythosaurus, Parasaurolophus, Lambeosaurus, Maiasaura, Edmontosaurus (Gold Edition)
- Pravěcí savci: Smilodon, Eusmilus, Mamut, Megaloceros, Divočák, Srstnatý nosorožec, Gigantopithecus (Gold Edition)
- Ryboještěři, ryby a želvy: Ctenurella, Hypsidoris, Tristychius, Bothriolepis, Dunkleosteus, Macrochlemys, Henodus, Placochelys, Muraenosaurus, Kronosaurus, Liopleurodon (Gold Edition), Mosasaurus (Gold Edition)
- Ptakoještěři: Pteranodon, Ornithocheirus, Archaeopteryx, Sordes [pozn. 1]